# Barstjärnen
Barstjärnen är en sjö i Ljusdals kommun i Hälsingland och ingår i Ljusnans huvudavrinningsområde. Genomströmmas av Djuptjärnån.